# Riviera Country Club
 (février 2025).
Si vous disposez d'ouvrages ou d'articles de référence ou si vous connaissez des sites web de qualité traitant du thème abordé ici, merci de compléter l'article en donnant les références utiles à sa vérifiabilité et en les liant à la section « Notes et références ».
Le Riviera Country Club est un club privé doté d'un parcours de golf et de courts de tennis dans le quartier de Pacific Palisades, à Los Angeles, en Californie.
Il est l'hôte principal du Genesis Open (Genesis Invitational/Los Angeles Open), un événement annuel du PGA Tour. Il accueille également le Northern Trust Open.
Le Riviera a accueilli trois championnats majeurs : l'US Open de golf en 1948 et le Championnat de la PGA en 1983 et 1995.
Le country club a accueilli les épreuves de dressage équestre et d'équitation des épreuves de pentathlon moderne aux Jeux olympiques d'été de 1932. Il devrait également accueillir le golf aux Jeux olympiques d'été de 2028.

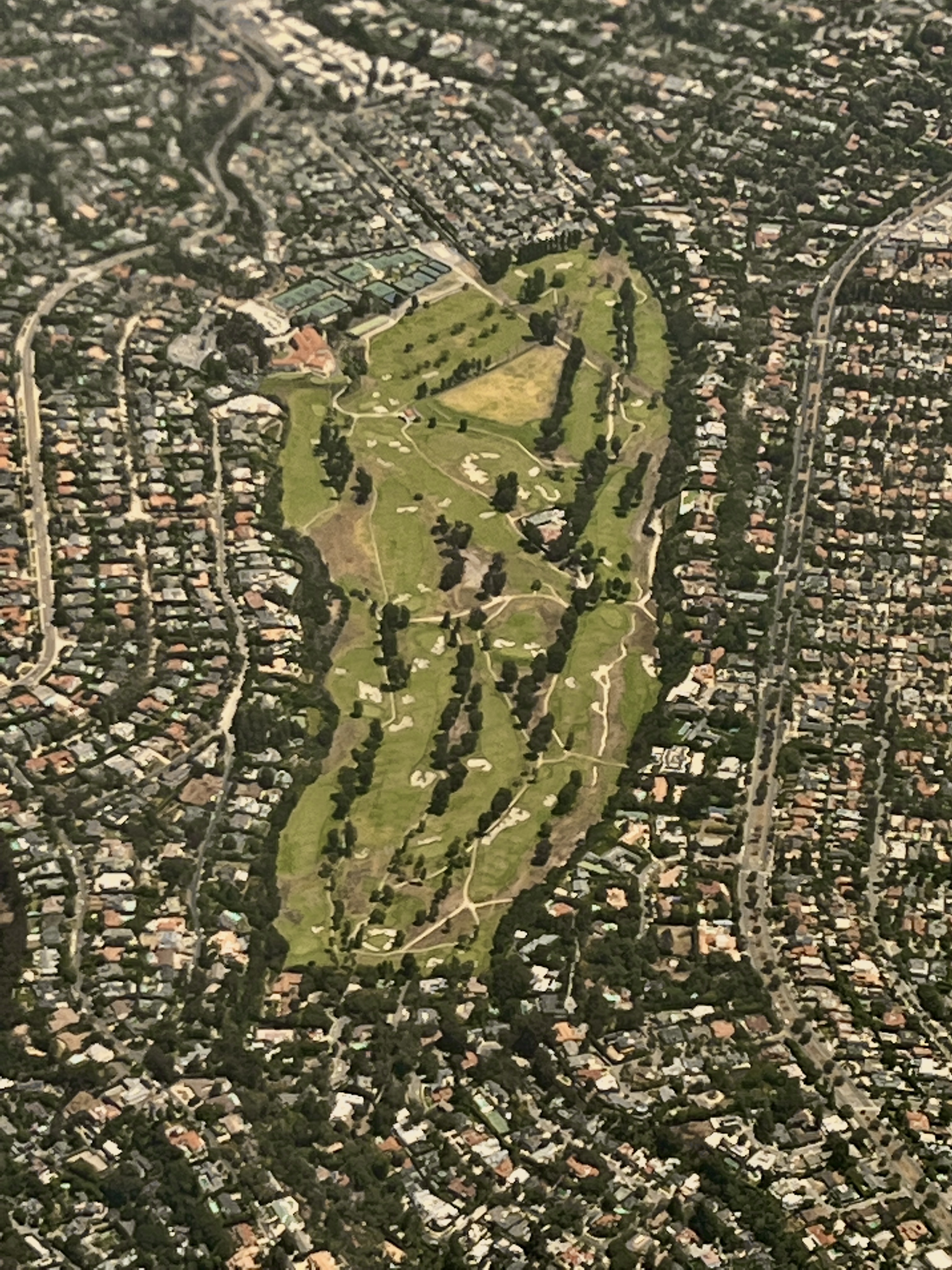
Le Riviera Country Club.